# Mathias Larsen (aviron)
Pour les articles homonymes, voir Mathias Larsen et Larsen.
Mathias Larsen, né le 30 mars 1992, est un rameur danois.

## Palmarès

### Championnats du monde
| Discipline           | Aiguebelette 2015 France |
| -------------------- | ------------------------ |
| Quatre de couple, pl | Bronze                   |